# Премия «Гойя» за лучший документальный фильм
Премия «Гойя» за лучший документальный фильм (Исп.: Premio Goya a la mejor película documental) один из наград на Кинопремии Гойя.
В таблице приведён список всех победителей получившие Премию «Гойя» за лучший документальный фильм с момента основания этой категории с 2001 года.
Режиссёры Педро Солис Гарсиа и Джек Генри за всю историю, получили по две фигурки.
Режиссёры, получившие по две статуэтки в данной номинации — Карлос Бенпар и Изабель Койшет.

## Победители
| Год  | Режиссёр                                                                          | Название фильма                  | Оригинальное название                 |
| ---- | --------------------------------------------------------------------------------- | -------------------------------- | ------------------------------------- |
| 2002 | Хосе Луис Герин                                                                   | Стройка                          | En construcción                       |
| 2003 | Пере Хоан Вентура                                                                 | Эффект Игуасу                    | El efecto Iguazú                      |
| 2004 | Хосе Луис Лопес-Линарес Хавьер Риойо                                              | Момент в чужой жизни             | Un instante en la vida ajena          |
| 2005 | Фернандо Труэба                                                                   | Чудо Кандеаля                    | El milagro de Candeal                 |
| 2006 | Карлос Бенпар                                                                     | Кинематографисты против магнатов | Cineastas contra magnates             |
| 2007 | Карлос Бенпар                                                                     | Кинематографисты за работой      | Cineastas en acción                   |
| 2008 | Изабель Койшет Вим Вендерс Фернандо Леон де Араноа Мариано Барросо Хавьер Коркера | Невидимки                        | Invisibles                            |
| 2009 | Альберт Соле                                                                      | Бухарест, забытая память         | Bucarest, la memoria perdida          |
| 2010 | Эдмон Рош                                                                         | Гарбо: Шпион                     | Garbo: el espía                       |
| 2011 | Карлес Бош                                                                        | Велосипед, ложка, яблоко         | Bicicleta, cuchara, manzana           |
| 2012 | Изабель Койшет                                                                    | Слушая судью Гарсона             | Escuchando al juez Garzón             |
| 2013 | Альваро Лонгариа                                                                  | Сыны облаков: Последняя колония  | Hijos de las nubes, la última colonia |
| 2014 | Пилар Перес Солано                                                                | Las maestras de la República     | Las maestras de la República          |